# Стеклов, Владимир Андреевич
Влади́мир Андре́евич Стекло́в (28 декабря 1863 [9 января 1864], Нижний Новгород — 30 мая 1926, Гаспра, Крым) — русский математик и механик. Действительный член Петербургской академии наук (1912), вице-президент АН СССР (1919—1926). Организатор и первый директор Физико-математического института РАН, названного после смерти В. А. Стеклова его именем.

## Биография
Родился 28 декабря 1863 (9 января 1864) года в Нижнем Новгороде в семье священника Андрея Ивановича Стеклова (?—1884), впоследствии ректора Нижегородской и Таврической духовных семинарий, и Екатерины Александровны, урождённой Добролюбовой (1843—1894), младшей сестры Н. А. Добролюбова.
Уже во время обучения в Нижегородском дворянском институте (1874—1882; выпущен с серебряной медалью) обнаружил способности к математике и физике. В 1882 году он поступил на физико-математический факультет Московского университета, однако его занятия складывались в этот первый год университетской жизни неудачно, и в 1883 году он перевёлся в Харьковский университет. С этого времени начался длинный харьковский период жизни В. А. Стеклова. Когда он был на третьем курсе, в Харьков приехал выдающийся математик Ляпунов, тогда ещё молодой учёный. Своими лекциями он привил многим студентам университета любовь к математике. Благодаря Ляпунову Стеклов нашёл своё призвание в математике и начал научную деятельность.
В 1887 году окончил физико-математический факультет Харьковского университета и в 1888 году был назначен ассистентом при кафедре механики. В 1891 году он был утверждён в звании приват-доцента; в 1894 году получил степень магистра прикладной математики; с 1896 года — экстраординарный профессор, в 1902 году получил степень доктора прикладной математики и должность ординарного профессора. К этому времени В. А. Стеклов уже был известен своими научными трудами (45 работ) в области механики и математической физики. С 1894 года он также преподавал механику в Харьковском технологическом институте.
С 1902 по 1906 годы В. А. Стеклов — председатель Харьковского математического общества; в 1904 году — декан математического факультета Харьковского университета.
С 1906 года — профессор кафедры математики Санкт-Петербургского университета и профессор Бестужевских курсов.
Член-корреспондент по разряду математических наук физико-математического отделения Петербургской академии наук с 7 декабря 1902 года, адъюнкт по тому же отделению (прикладная математика)с 6 ноября 1910 года, экстраординарный академик с 3 марта 1912 года, ординарный академик с 1 июля 1912 года, вице-президент академии наук с 31 мая 1919 года до своей смерти.
Был награждён орденами Российской империи: Св. Станислава 2-й ст. (1903), Св. Анны 3-й ст. (1906), Св. Владимира 4-й ст. (1917).
Умер 30 мая 1926 года  от обострения туберкулеза в Крыму (Гаспра). Похоронен в Петербурге, на Литераторских мостках.

## Научная деятельность
Основные работы В. А. Стеклова (их насчитывается более 150) относятся к математической физике, механике, квадратурным формулам теории приближений, асимптотическим методам, теории замкнутости, ортогональным многочленам. Его работы по уравнениям в частных производных относятся к электростатике, колебаниям упругих (или квазиупругих) тел, задачам распространения тепла. Он дал полное теоретическое обоснование решений задачи о распространении тепла в неоднородном стержне при заданном начальном условии и граничных условиях на концах стержней, а также задачи о колебании неоднородной струны или стержня при определённых начальных и граничных условиях. Задача о распространении тепла была им исследована и в случае трёхмерного тела. Им получены значительные результаты в решении задач Дирихле и Неймана. Эти задачи раньше были решены с помощью сферических функций. Большая заслуга В. А. Стеклова в создании теории замкнутости ортогональных систем функций. Ему принадлежат идеи сглаживания функций. Стеклов посвящает много работ вопросам разложимости по собственным функциям задачи Штурма — Лиувилля, при этом совершенствует и развивает метод Шварца — Пуанкаре. В области гидродинамики он исследовал движение твёрдого тела в жидкости, теорию вихрей, движение эллипсоида, движение твёрдого тела с эллипсоидальной полостью, наполненной жидкостью.
В. А. Стеклов основал Журнал Ленинградского физико-математического общества, выходивший в 1926—1929 гг.

## Память
После смерти В. А. Стеклова в 1926 году его имя было присвоено Физико-математическому институту, который он возглавлял со времени создания. После разделения Физико-математического института на два учреждения, имя В. А. Стеклова в 1934 году было присвоено Институту математики. Впоследствии его имя стало носить и Ленинградское отделение института, с 1995 года ставшее самостоятельным учреждением Санкт-Петербургское отделение Математического института имени В. А. Стеклова РАН.
В честь учёного назван кратер Стеклов на обратной стороне Луны.
На фасаде Дома академиков в Санкт-Петербурге, расположенном по адресу: 7-я линия Васильевского острова, 2/1, лит. А, установлена мемориальная доска с текстом: «Здесь жил академик Владимир Андреевич Стеклов 1863—1926. Выдающийся математик».

## Адреса в Санкт-Петербурге — Петрограде
- 1907—1917 — доходный дом — Зверинская улица, 6, кв. 5.